# 아사노 유야
아사노 유야(일본어: 浅野 雄也, 1997년 2월 17일~)는 일본의 축구 선수이다.

## 구단 경력
그는 2019년 J2리그의 미토 홀리호크에 입단했다. 2020년 J1리그의 산프레체 히로시마로 이적했다. 2022년까지 81경기에 출전하여, 11득점을 넣었다. 2023년 홋카이도 콘사돌레 삿포로로 이적했다. 2023년엔 리그 34경게 출전하여 12득점을 기록했다. 2024년후 J2리그에 강등했다. 2025년 J1리그의 나고야 그램퍼스로 이적했다.